# Roberto Dias
Roberto Dias, właśc. Roberto Dias Branco (ur. 7 stycznia 1943 w São Paulo, zm. 26 września 2007 tamże) – brazylijski piłkarz występujący na pozycji środkowego obrońcy.

## Kariera klubowa
Piłkarską karierę Roberto Dias rozpoczął w São Paulo FC w 1959 roku. Z São Paulo FC dwukrotnie zdobył mistrzostwo stanu São Paulo – Campeonato Paulista w 1970 i 1971 roku. 7 grudnia 1971 w zremisowanym 1-1 meczu z Américą z Rio de Janeiro Roberto Dias zadebiutował w nowo powstałej lidze brazylijskiej. Ogółem przez czternaście lat gry w São Paulo Roberto Dias rozegrał 523 spotkania i strzelił 76 bramek. W 1973 roku przeszedł do CEUB EC. W CEUB Roberto Dias rozegrał tylko dwa mecze ligowe z SC Internacional i Fortalezą EC.
W 1973 roku wyjechał do Meksyku do Club Jalisco. W klubie z Guadalajary grał przez 3 lata. W 1978 roku powrócił do Brazylii do CE Dom Bosco. W Dom Bosco zadebiutował 26 marca 1978 w zremisowanym 1-1 meczu z Vila Nova Goiânia. W Dom Bosco 8 czerwca 1978 w wygranym 2-0 meczu z Vila Nova rozegrał swój ostatni mecz w lidze brazylijskiej. Ogółem w lidze brazylijskiej rozegrał 34 mecze i strzelił 4 bramki. W 1978 roku występował jeszcze w Nacionalu z São Paulo, w którym zakończył karierę.

## Kariera reprezentacyjna
W reprezentacji Brazylii Roberto Dias zadebiutował 28 kwietnia 1963 w wygranym 3-2 towarzyskim meczu z reprezentacją Francji. Ostatni raz w reprezentacji wystąpił 17 grudnia 1968 w zremisowanym 3-3 towarzyskim meczu z reprezentacją Jugosławii. Ogółem w latach 1963–1968 wystąpił w reprezentacji 23 spotkaniach i strzelił 1 bramkę.
W 1960 roku uczestniczył w Igrzyskach Olimpijskich w Rzymie. Na turnieju wystąpił we wszystkich trzech meczach grupowych reprezentacji Brazylii z Wielką Brytanią, Tajwanem (dwie bramki) i Włochami.